# Shaq Goodwin
William Shaquille Goodwin, detto Shaq (Decatur, 1º settembre 1994), è un cestista statunitense.

## Palmarès
- McDonald's All-American Game (2012)